# カコノ空、未来ノボク
「カコノ空、未来ノボク」（カコノそら、みらいノボク）は、古川雄大のサード・シングル。2010年1月27日にジェネオン・ユニバーサル・エンターテイメントから発売されている。仕様は2形態に同時発売。

## 概要
表題曲「カコノ空、未来ノボク」とカップリング曲「monochrome」では、初回盤のみ新曲録音している。通常盤のみ曲「Burning Question」と「君の声」も収録された。一部曲とも自身が作詞・作曲を手掛けている。

### CDタイプ
全てディスクジャケット各仕様は異なる。
- 初回生産限定盤･･･1890円（MJCD-23077）
  - 「カコノ空、未来ノボク」のビデオクリップやメイキング映像収録のDVD付き。
- 通常盤･･･1260円（MJCD-23078）
  - ジャケット型ステッカー封入。

## 収録曲

### CD
1. カコノ空、未来ノボク [5:55]
作詞･作曲：古川雄大、編曲：大山徹也
2. monochrome [3:36]
作詞･作曲･編曲：宮崎誠
3. Burning Question [3:57]
作詞：あきよしふみえ、作曲･編曲：大山徹也
（通常盤のみ）
4. 君の声 [6:23]
作詞･作曲：古川雄大、編曲：大山徹也
（通常盤のみ）
5. カコノ空、未来ノボク（Instrumental）
6. monochrome（Instrumental）

### DVD（初回盤のみ）
1. 「カコノ空、未来ノボク」Music Video
2. 「カコノ空、未来ノボク」メイキング映像